# Medina (Guanajuato)
Medina es una localidad del estado mexicano de Guanajuato. Es parte del municipio de San José Iturbide.

## Demografía
| Gráfica de evolución demográfica |
|                                  |

| Censo | Población |
| ----- | --------- |
| 1910  | 183       |
| 1921  | 193       |
| 1930  | 189       |
| 1940  | 148       |
| 1950  | 291       |
| 1960  | 255       |
| 1970  | 329       |
| 1980  | 347       |
| 1990  | 662       |
| 2000  | 776       |
| 2010  | 946       |
| 2020  | 1 039     |